# جبهة الإنقاذ الوطني (مصر)
جبهة الإنقاذ الوطني هي تكتل سياسي تشكل في 22 نوفمبر 2012، بعد الإعلان الدستوري الذي أصدره الرئيس المصري محمد مرسي. تتشكل الجبهة من 35 حزبًا سياسيًّا وحركة سياسية وثورية وجميعها ذات أيدلوجيات ليبرالية ويسارية.

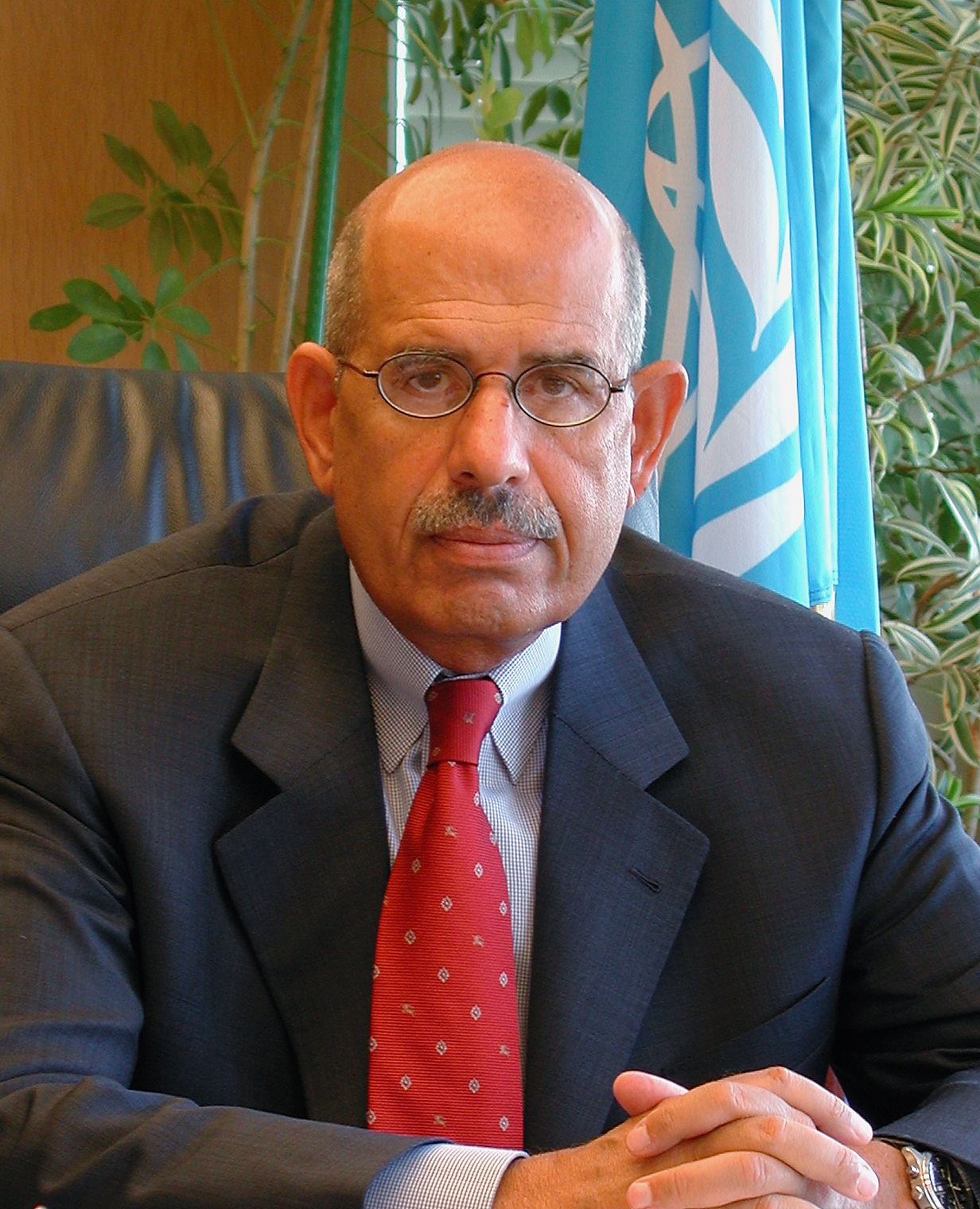
محمد البرادعي

## القوى السياسية المنضمة للجبهة ورموزها
| - حزب الدستور - محمد البرادعي - التيار الشعبي المصري - حمدين صباحي - حزب المؤتمر المصري - عمرو موسى - حزب الوفد الجديد - السيد البدوي - منير فخري عبد النور - حزب مصر الحرية - عمرو حمزاوي - الحزب المصري الديمقراطي الاجتماعي - محمد أبو الغار | - حزب الجبهة الديمقراطية - أسامة الغزالى حرب وسكينة فؤاد - حزب المصريين الأحرار - أحمد سعيد - التحالف الديمقراطي الثوري الذي يضم 10 أحزاب وحركات ثورية - التحالف الشعبي الاشتراكي - حزب التجمع - جودة عبد الخالق - حزب الإصلاح والتنمية مصرنا | - حزب الحرية - حزب الجيل الديمقراطي - الحزب الاشتراكي المصري - الاشتراكيون الثوريون - حزب السلام الاجتماعي - حزب مصر المستقبل | - حزب الكرامة - الجمعية الوطنية للتغيير - تحالف الأحزاب الناصرية - النقابة العامة للفلاحين - اتحاد الفلاحين المستقل - الجبهة الوطنية للنساء |

## الشخصيات البارزة الأخرى
| - حسين عبد الغني المتحدث الرسمي باسم الجبهة - سامح عاشور - سمير مرقص - جورج إسحاق - عماد رؤوف - يحيى الجمل | - علي السلمي - عمرو حلمي - حازم الببلاوي - وحيد عبد المجيد - محمود العلايلي - باسم كامل (سياسي) - محمد سامي | - عبد الجليل مصطفى - نبيل زكي - فؤاد بدراوي - عبد الغفار شكر - أحمد البرعي - كريمة الحفناوي | - بلال حبش - حسام فودة - شهاب وجيه - محمد فاضل (مخرج) - محمود طه - عمرو الشافعي - علاء عصام - عمر الجندي - شادي الغزالي حرب - منى ذو الفقار | - شادي العدل - تامر جمعة |

## الانتقادات
وجه عدد من أعضاء حزب الدستور وحزب التحالف الشعبي الاشتراكي والتيار الشعبي المصري انتقادات للجبهة لأنها حسب رأيهم تضم أتباع للنظام السابق (فلول).
كما صرح عبد المنعم أبو الفتوح رئيس حزب مصر القوية أنه لن ينضم للجبهة لأنها تضم عدداً من أتباع النظام السابق.
ساندت الجبهة عزل محمد مرسي عن رئاسة مصر في يوم 3 يوليو عام 2013.

## المطالب الرئيسية
تكليف وزارة تكنوقراط للاعداد للانتخابات البرلمانية .
اعداد قانون جديد للانتخابات البرلمانية .
تعيين نائب عام محايد .
تشكيل لجنة جديدة لصياغة دستور.

## روابط خارجية
| - البرادعي وموسى وصباحي يعلنون إنشاء جبهة إنقاذ وطني ، العربية في 24 نوفمبر 2012 - الإنقاذ الوطني: دعوة مرسي للحوار جاءت متأخرة ، أخبار اليوم في 26 فبراير 2013 - هل تتسبب «انتخابات النواب» في انشقاقات داخل جبهة الإنقاذ الوطني؟ ، الشروق 25 فبراير 2013 - الإنقاذ: الطريق مسدود مع الإخوان وسنقاطع انتخابات البرلمان ، العربية في 25 فبراير 2013 - جبهة الإنقاذ الوطني بالبحيرة تقرر مقاطعة الانتخابات البرلمانية ، الوطن في 26 فبراير 2013 - انقسام بين أحزاب وقيادات «الإنقاذ» حول خوض الانتخابات، الوطن في 24 فبراير 2013 - «البرادعي»: العالم لن يقدم مساعدات اقتصادية لمصر في غياب التوافق المجتمعي، المصري اليوم في 25 فبراير 2013 - «محسوب»: نحتاج لحكومة قوية تلاحق الفاسد وتعاقب المتجاوز، المصري اليوم في 22 فبراير 2013 | - سامح عاشور: النظام يريد بتعجيل الانتخابات الدخول في «صدام سياسي لا رجعة فيه»، المصري اليوم في 22 فبراير 2013 - «موسى»: مصر «غير جاهزة» لانتخابات «النواب».. وقرار«جبهة الإنقاذ» ملزم للجميع، المصري اليوم في 25 فبراير 2013 - مصطفى النجار وعبد الرحمن يوسف يعتذران عن حضور الحوار الوطني الثلاثاء، المصري اليوم في 25 فبراير 2013 - أبو الفتوح: جبهة الإنقاذ ضد إراقة الدماء لكنهم أعطوا غطاء للعنف، اليوم السابع في 28 يناير 2013 - «جبهة الإنقاذ»: مبادرة «أبوالفتوح» إقصائية وضعيفة، المصري اليوم في 27 يناير 2013 - "مصر القوية" : اجتماع الكتاتني بقيادات "جبهة الإنقاذ" مخرجا لحل الأزمة ، الأهرام في 17 فبراير 2013 - أبو العلا: حزبا أبو الفتوح وعمرو خالد الأقرب للتحالف مع الإنقاذ، المصريون في 16 فبراير 2013 - لقاء جون ماكين و«جبهة إنقاذ مصر»، المصري اليوم في 17 يناير 2013 |